# Andrés Escobar
Andrés Escobar Saldarriaga (Medellín, 13 marzo 1967 – Medellín, 2 luglio 1994) è stato un calciatore colombiano, di ruolo difensore.

## Carriera
Suo padre Darío era un banchiere che fondò un'organizzazione dedita a insegnare a giocare a calcio a bambini poveri. Anche suo fratello maggiore Santiago era calciatore. Si formò nella squadra giovanile del Colegio Calasanz e successivamente passò, nel 1989, all'Atlético Nacional con cui vinse vari campionati e riuscì a conquistare la convocazione in Nazionale, di cui fu titolare ai Mondiali di Italia 1990. Selezionato anche per il campionato del mondo 1994, il 22 giugno 1994 realizzò un'autorete contro gli Stati Uniti che permise ai nordamericani di battere i colombiani per 2-1, estromettendoli dal prosieguo del campionato.

### Morte
Ritenuto in qualche modo "colpevole" dell'eliminazione della sua Nazionale a causa dell'autogol segnato nel match contro gli statunitensi, Escobar andò incontro alla morte al ritorno in patria: fu ucciso nel parcheggio del nightclub “El Indio” di Medellín con 6 colpi di pistola da un'ex guardia del corpo, Humberto Muñoz Castro, nella notte del 2 luglio 1994 dopo una lite con i fratelli a capo dei Pepes. Movente possibile dell'omicidio furono le grandi perdite subite dal giro di scommesse clandestine a causa di quell'autorete.
L'assassino di Escobar fu inizialmente condannato a 43 anni di carcere ma, con la riforma del codice penale del 2001, la pena fu ridotta a 26 anni e nel 2005, con una sentenza giudicata controversa, fu rimesso in libertà dopo 11 anni di carcere. Andrés Escobar è stato sepolto nel cimitero di San Pietro, nella sua città natale di Medellín.

## Statistiche

### Cronologia presenze e reti in nazionale
| Cronologia completa delle presenze e delle reti in nazionale ― Colombia | Cronologia completa delle presenze e delle reti in nazionale ― Colombia | Cronologia completa delle presenze e delle reti in nazionale ― Colombia | Cronologia completa delle presenze e delle reti in nazionale ― Colombia | Cronologia completa delle presenze e delle reti in nazionale ― Colombia | Cronologia completa delle presenze e delle reti in nazionale ― Colombia | Cronologia completa delle presenze e delle reti in nazionale ― Colombia | Cronologia completa delle presenze e delle reti in nazionale ― Colombia |
| Data                                                                    | Città                                                                   | In casa                                                                 | Risultato                                                               | Ospiti                                                                  | Competizione                                                            | Reti                                                                    | Note                                                                    |
| ----------------------------------------------------------------------- | ----------------------------------------------------------------------- | ----------------------------------------------------------------------- | ----------------------------------------------------------------------- | ----------------------------------------------------------------------- | ----------------------------------------------------------------------- | ----------------------------------------------------------------------- | ----------------------------------------------------------------------- |
| 30-3-1988                                                               | Armenia                                                                 | Colombia                                                                | 3 – 0                                                                   | Canada                                                                  | Amichevole                                                              | -                                                                       |                                                                         |
| 14-5-1988                                                               | Miami                                                                   | Stati Uniti                                                             | 0 – 2                                                                   | Colombia                                                                | Amichevole                                                              | -                                                                       |                                                                         |
| 17-5-1988                                                               | Glasgow                                                                 | Scozia                                                                  | 1 – 1                                                                   | Colombia                                                                | Coppa Stanley Rous 1988                                                 | -                                                                       |                                                                         |
| 19-5-1988                                                               | Helsinki                                                                | Finlandia                                                               | 1 – 3                                                                   | Colombia                                                                | Amichevole                                                              | -                                                                       |                                                                         |
| 24-5-1988                                                               | Londra                                                                  | Inghilterra                                                             | 1 – 1                                                                   | Colombia                                                                | Coppa Stanley Rous 1988                                                 | 1                                                                       |                                                                         |
| 7-8-1988                                                                | Bogotà                                                                  | Colombia                                                                | 2 – 1                                                                   | Uruguay                                                                 | Amichevole                                                              | -                                                                       |                                                                         |
| 3-2-1989                                                                | Pereira                                                                 | Colombia                                                                | 1 – 0                                                                   | Perù                                                                    | Amichevole                                                              | -                                                                       |                                                                         |
| 5-2-1989                                                                | Armenia                                                                 | Colombia                                                                | 1 – 0                                                                   | Cile                                                                    | Amichevole                                                              | -                                                                       |                                                                         |
| 9-3-1989                                                                | Barranquilla                                                            | Colombia                                                                | 1 – 0                                                                   | Argentina                                                               | Amichevole                                                              | -                                                                       |                                                                         |
| 24-6-1989                                                               | Miami                                                                   | Stati Uniti                                                             | 0 – 1                                                                   | Colombia                                                                | Amichevole                                                              | -                                                                       |                                                                         |
| 27-6-1989                                                               | Miami                                                                   | Colombia                                                                | 4 – 0                                                                   | Haiti                                                                   | Amichevole                                                              | -                                                                       |                                                                         |
| 3-7-1989                                                                | Salvador                                                                | Colombia                                                                | 4 – 2                                                                   | Venezuela                                                               | Coppa America 1989 - 1º turno                                           | -                                                                       |                                                                         |
| 5-7-1989                                                                | Salvador                                                                | Paraguay                                                                | 1 – 0                                                                   | Colombia                                                                | Coppa America 1989 - 1º turno                                           | -                                                                       |                                                                         |
| 7-7-1989                                                                | Salvador                                                                | Brasile                                                                 | 0 – 0                                                                   | Colombia                                                                | Coppa America 1989 - 1º turno                                           | -                                                                       |                                                                         |
| 9-7-1989                                                                | Recife                                                                  | Perù                                                                    | 1 – 1                                                                   | Colombia                                                                | Coppa America 1989 - 1º turno                                           | -                                                                       |                                                                         |
| 6-8-1989                                                                | Montevideo                                                              | Uruguay                                                                 | 0 – 0                                                                   | Colombia                                                                | Amichevole                                                              | -                                                                       |                                                                         |
| 20-8-1989                                                               | Barranquilla                                                            | Colombia                                                                | 2 – 0                                                                   | Ecuador                                                                 | Qual. Mondiali 1990                                                     | -                                                                       |                                                                         |
| 27-8-1989                                                               | Asunción                                                                | Paraguay                                                                | 2 – 1                                                                   | Colombia                                                                | Qual. Mondiali 1990                                                     | -                                                                       |                                                                         |
| 3-9-1989                                                                | Guayaquil                                                               | Ecuador                                                                 | 0 – 0                                                                   | Colombia                                                                | Qual. Mondiali 1990                                                     | -                                                                       |                                                                         |
| 17-9-1989                                                               | Barranquilla                                                            | Colombia                                                                | 2 – 1                                                                   | Paraguay                                                                | Qual. Mondiali 1990                                                     | -                                                                       |                                                                         |
| 15-10-1989                                                              | Barranquilla                                                            | Colombia                                                                | 1 – 0                                                                   | Israele                                                                 | Qual. Mondiali 1990                                                     | -                                                                       |                                                                         |
| 30-10-1989                                                              | Tel Aviv                                                                | Israele                                                                 | 0 – 0                                                                   | Colombia                                                                | Qual. Mondiali 1990                                                     | -                                                                       |                                                                         |
| 4-5-1990                                                                | Chicago                                                                 | Colombia                                                                | 2 – 1                                                                   | Polonia                                                                 | Marlboro Cup 1990 (Chicago) - Semifinale                                | -                                                                       |                                                                         |
| 9-6-1990                                                                | Bologna                                                                 | Colombia                                                                | 2 – 0                                                                   | Emirati Arabi Uniti                                                     | Mondiali 1990 - 1º turno                                                | -                                                                       |                                                                         |
| 14-6-1990                                                               | Bologna                                                                 | Jugoslavia                                                              | 1 – 0                                                                   | Colombia                                                                | Mondiali 1990 - 1º turno                                                | -                                                                       |                                                                         |
| 19-6-1990                                                               | Milano                                                                  | Germania Ovest                                                          | 1 – 1                                                                   | Colombia                                                                | Mondiali 1990 - 1º turno                                                | -                                                                       |                                                                         |
| 23-6-1990                                                               | Napoli                                                                  | Camerun                                                                 | 2 – 1 dts                                                               | Colombia                                                                | Mondiali 1990 - Ottavi di finale                                        | -                                                                       |                                                                         |
| 25-6-1991                                                               | San José                                                                | Costa Rica                                                              | 0 – 1                                                                   | Colombia                                                                | Amichevole                                                              | -                                                                       |                                                                         |
| 7-7-1991                                                                | Valparaíso                                                              | Colombia                                                                | 1 – 0                                                                   | Ecuador                                                                 | Coppa America 1991 - 1º turno                                           | -                                                                       |                                                                         |
| 11-7-1991                                                               | Viña del Mar                                                            | Colombia                                                                | 0 – 0                                                                   | Bolivia                                                                 | Coppa America 1991 - 1º turno                                           | -                                                                       |                                                                         |
| 13-7-1991                                                               | Viña del Mar                                                            | Colombia                                                                | 2 – 0                                                                   | Brasile                                                                 | Coppa America 1991 - 1º turno                                           | -                                                                       |                                                                         |
| 15-7-1991                                                               | Viña del Mar                                                            | Uruguay                                                                 | 1 – 0                                                                   | Colombia                                                                | Coppa America 1991 - 1º turno                                           | -                                                                       |                                                                         |
| 17-7-1991                                                               | Santiago del Cile                                                       | Cile                                                                    | 1 – 1                                                                   | Colombia                                                                | Coppa America 1991 - Girone finale                                      | -                                                                       |                                                                         |
| 19-7-1991                                                               | Santiago del Cile                                                       | Brasile                                                                 | 2 – 0                                                                   | Colombia                                                                | Coppa America 1991 - Girone finale                                      | -                                                                       |                                                                         |
| 21-7-1991                                                               | Santiago del Cile                                                       | Argentina                                                               | 2 – 1                                                                   | Colombia                                                                | Coppa America 1991 - Girone finale                                      | -                                                                       |                                                                         |
| 31-7-1992                                                               | Los Angeles                                                             | Stati Uniti                                                             | 0 – 1                                                                   | Colombia                                                                | Amistad Cup 1992                                                        | -                                                                       | 65’                                                                     |
| 2-8-1992                                                                | Los Angeles                                                             | Messico                                                                 | 0 – 0                                                                   | Colombia                                                                | Amistad Cup 1992                                                        | -                                                                       | 80’                                                                     |
| 30-5-1993                                                               | Santiago del Cile                                                       | Cile                                                                    | 1 – 1                                                                   | Colombia                                                                | Amichevole                                                              | -                                                                       |                                                                         |
| 6-2-1994                                                                | Jedda                                                                   | Arabia Saudita                                                          | 1 – 1                                                                   | Colombia                                                                | Amichevole                                                              | -                                                                       |                                                                         |
| 18-2-1994                                                               | Miami                                                                   | Svezia                                                                  | 0 – 0                                                                   | Colombia                                                                | Joe Robbie Cup                                                          | -                                                                       |                                                                         |
| 20-2-1994                                                               | Miami                                                                   | Colombia                                                                | 2 – 0                                                                   | Bolivia                                                                 | Joe Robbie Cup                                                          | -                                                                       |                                                                         |
| 26-2-1994                                                               | Los Angeles                                                             | Colombia                                                                | 2 – 2                                                                   | Corea del Sud                                                           | Amichevole                                                              | -                                                                       |                                                                         |
| 2-3-1994                                                                | Città del Messico                                                       | Messico                                                                 | 0 – 0                                                                   | Colombia                                                                | Amichevole                                                              | -                                                                       |                                                                         |
| 7-4-1994                                                                | Villavicencio                                                           | Colombia                                                                | 0 – 1                                                                   | Bolivia                                                                 | Amichevole                                                              | -                                                                       |                                                                         |
| 17-4-1994                                                               | Armenia                                                                 | Colombia                                                                | 1 – 0                                                                   | Nigeria                                                                 | Amichevole                                                              | -                                                                       |                                                                         |
| 3-5-1994                                                                | Miami                                                                   | Colombia                                                                | 1 – 0                                                                   | Perù                                                                    | Miami Cup 1994 - Semifinale                                             | -                                                                       |                                                                         |
| 5-5-1994                                                                | Miami                                                                   | Colombia                                                                | 3 – 0                                                                   | El Salvador                                                             | Miami Cup - Finale                                                      | -                                                                       |                                                                         |
| 3-6-1994                                                                | Boston                                                                  | Colombia                                                                | 2 – 0                                                                   | Irlanda del Nord                                                        | Amichevole                                                              | -                                                                       |                                                                         |
| 5-6-1994                                                                | East Rutherford                                                         | Colombia                                                                | 2 – 0                                                                   | Grecia                                                                  | Amichevole                                                              | -                                                                       | 46’                                                                     |
| 18-6-1994                                                               | Pasadena                                                                | Romania                                                                 | 3 – 1                                                                   | Colombia                                                                | Mondiali 1994 - 1º turno                                                | -                                                                       |                                                                         |
| 22-6-1994                                                               | Pasadena                                                                | Stati Uniti                                                             | 2 – 1                                                                   | Colombia                                                                | Mondiali 1994 - 1º turno                                                | -                                                                       | [ 6 ]                                                                   |
| 26-6-1994                                                               | San Francisco                                                           | Colombia                                                                | 2 – 0                                                                   | Svizzera                                                                | Mondiali 1994 - 1º turno                                                | -                                                                       |                                                                         |
| Totale                                                                  |                                                                         | Presenze                                                                | 52                                                                      |                                                                         | Reti                                                                    | 1                                                                       |                                                                         |

## Palmarès

### Club

#### Competizioni nazionali
- Campionato colombiano: 2

Atlético Nacional: 1991, 1994

#### Competizioni internazionali
- Coppa Libertadores: 1

Atlético Nacional: 1989
- Coppa Interamericana: 1

Atlético Nacional: 1989